# Karl Henkel (Instrumentenbauer)
(Otto) Karl Henkel (* 2. Juni 1883 in Erfurt; † nach 1949) war ein deutscher Instrumentenbauer und Kapellmeister. 

## Biographie
Karl Henkel arbeitete zunächst als Buchbinder, später als Maschinenmeister. Am 23. Juni 1904 heiratete er Alma Greiner (* 30. April 1882 in Sonneberg), mit der er zwei Kinder hatte. Ab März 1924 wohnte und arbeitete Karl Henkel selbstständig in Waltershausen, Thüringen. 1930 betrieb er in der Bahnhofstraße 32 in Waltershausen die Musikinstrumente und Musikalienhandlung-Henkel und wohnte in der Ob. Bornpforte 48. Am 2. Januar 1935 zog er nach Rheydt. Dort betrieb er in der Hauptstraße 5 eine Instrumentenhandlung. Am 10. August 1943 zog er mit seiner Frau Alma nach Erfurt in die Marstallstraße 3. Die Anmeldung in Erfurt erfolgte schon am 18. März 1943.
Ihr Sohn Georg (Drogist) heiratete in Rheydt und verstarb bereits am 12. Juni 1942 kinderlos. In den Adressbüchern der Stadt Erfurt steht 1948: Karl Henkel, Geigenbauer, Marstallstraße 3 (Geschäft); Alma Henkel, Langer Graben 73 (Wohnhaus). Karl Henkel wird 1950 als Rentier in der Marstallstraße geführt. Danach findet sich kein Eintrag mehr.
Seine Trompeten sind als Fabrikate von K. Henkel Waltershausen bzw. Karl Henkel Instrumentenbauer Rheydt gekennzeichnet.
Ob die Trompeten nur Handelsware waren, da er 1948 als Geigenbauer aufgeführt wurde, oder ob er wegen der Ähnlichkeit der Instrumente bei der Firma Eduard Kruspe in Erfurt zunächst Blechblasinstrumentenbauer (Maschinenmeister) lernte, bevor er sich selbstständig machte, bleibt zunächst offen.